# 上久保靖彦
上久保 靖彦（かみくぼ やすひこ、1967年 - ）は、日本の医学者（内科医）。
千葉県がんセンター研究所・発がん制御研究部・部長
順天堂大学医学部病理・腫瘍学講座　客員教授。順天堂大学大学院医学研究科アトピー疾患研究センター　客員教授。千葉大学客員准教授。同志社大学生命医科学部非常勤講師。

## 略歴
1986年（昭和61年）高槻高等学校卒業。1996年（平成8年）兵庫医科大学医学部を卒業。
京都大学医学部附属病院の研修医や兵庫県立尼崎病院（現：兵庫県立尼崎総合医療センター）血液内科専攻医として血液内科病棟医師（血液内科外来医、HIV外来医）を経て、1999年京都大学大学院医学研究科に進学。血液・腫瘍内科学専攻を2003年に修了し、2004年4月から5年間米国立衛生研究所（米国立ヒトゲノム研究所）の博士研究員。
2010年3月から東京大学医学部附属病院無菌治療部フロアマネージャーや、血液・腫瘍内科専門外来や内科外来にて白血病、悪性リンパ腫、多発性骨髄腫等の造血器悪性腫瘍を対象とした臨床活動に従事し、研究では東京大学大学院医学研究科血液・腫瘍内科学第6研究室（血液研究室）の室長を勤めた。
2012年7月から大阪大学大学院医学系研究科遺伝子治療学講座の助教などを経て、2013年12月から京都大学大学院医学研究科人間健康科学系専攻検査技術科学コース准教授・癌創薬イノベーション研究室の室長。臨床検査総論講義・実習の単位認定者、生体応答解析学講義・実習の単位認定者、免疫学IとIIの講義・実習の単位認定者を長年務めた。
2018年12月から京都大学大学院医学研究科特定教授。2020年3月まで、京都大学医学部附属病院血液内科外来非常勤担当。
2022年4月から千葉県がんセンター研究所客員研究員・順天堂大学医学部客員病理・腫瘍学講座客員教授・順天堂大学大学院医学研究科アトピー疾患研究センター 客員教授。千葉大学客員准教授や同志社大学生命医科学部非常勤講師を現在まで兼任。
2022年10月から千葉県がんセンター研究所・発がん制御研究部・部長。

## 人物
2009年 NIH FARE award受賞。
2011年「日本白血病研究基金」の研究賞を受賞。
2018年 第一回兵庫医科大学緑樹会学術奨励賞受賞。
2019年 日本白血病研究基金 令和元年度研究賞受賞。
血液・腫瘍内科医であり、主に白血病、悪性リンパ腫、多発性骨髄腫等の造血器悪性腫瘍に対する抗がん剤治療や感染症に対する治療、造血器幹細胞移植などを京都大学医学部附属病院の血液・腫瘍内科学、兵庫県立尼崎病院血液内科、東京大学医学部附属病院・血液・腫瘍内科、無菌治療部で行った。研究領域は、急性骨髄性白血病の中で最も多いCBF白血病、中でもInv16白血病を専門としており、米国立衛生研究所・米国立ヒトゲノム研究所においてInv16白血病ノックインマウス(遺伝子改変マウス）を6種類樹立し、Inv16白血病の新規治療戦略を提唱した。帰国後は白血病だけではなく様々な難治性固形腫瘍に対する共通のオリジナルな治療戦略CROX法(Cluster Regulation of RUNX）法を提唱し、遺伝子スイッチ法を用いた万能抗がん剤を開発中である。
2020年5月2日、同年3月の新型コロナウイルス感染症の流行に関連して、日本の死者数や死亡率が欧米諸国に比べて少ない原因について、「日本ではすでに新型コロナウイルスに対する集団免疫が確立されている」という仮説を、インフルエンザ流行カーブよりウイルス干渉を解析することで検証し、プレプリントサーバー上で発表した（吉備国際大学の服部俊夫教授と高橋淳教授との研究）。
同12月5日には、プレプリントサイトCambridge Open Engageに世界のコロナウイルス変異マップを投稿し、ウイルス変異の主要な分枝数が2020年に既に減少して収束していることから「あえてロックダウンなどをしなければ、2021年1月、遅くとも3月には収束する可能性」とコメントしている。ただ、その後Spikeの重複変異が継続している。（オミクロン株）
2021年3月17日には、再度プレプリントサイトCambridge Open Engageにて、ウイルスの遺伝子型と疫学情報を比較する生態学的研究により、ウイルスが第2波で弱毒化され、3つの新しい変異体が第3波でCFRを増加させることが明らにした。またワクチンはSARS-CoV-2の有病率を数週間一時的に増加させ、ワクチン接種率がそれぞれ約5％と30％に達すると、CFRと死亡率が減少することを指摘し、ワクチン接種の初期段階で発生する有病率のトレードオフを理解する必要があることを示した。
さらに2021年2月には、AERA誌上のインタビューにて、2020年11月以降、日本からはGISAIDに感染者の検体が提出されておらず、どのような変異ウイルスが入り込んでいるか確かめようがないと、日本のデータが無い現状を指摘した。
ウイルス干渉について。東京大学医科学研究所は2023年1月13日、新型コロナウイルス感染症とインフルエンザが同時流行しているか検証結果を公表した。2019 年から 2022 年まで、世界各地域を代表する22か国では、同じ地域において同時期に同規模では流行していないことが明らかになった。上久保博士及び高橋淳博士によるウイルス干渉は、本研究により約３年後に証明されたこととなる。

## 著書
- 『新型コロナ ここまでわかった』WAC BUNKO、2020年9月